# Piotr Szyszkiewicz
Piotr Nikoforowicz Szyszkiewicz, ros. Петр Никифорович Шишкевич (ur. w 1894 r., zm. ?) – oficer Armii Czerwonej (intendent 3 rangi), propagandysta Rosyjskiej Armii Wyzwoleńczej, a następnie szef administracyjno-gospodarczego oddziału sztabu Sił Zbrojnych Komitetu Wyzwolenia Narodów Rosji podczas II wojny światowej, emigracyjny działacz polityczny
Ukończył 4-klasową szkołę podstawową. W 1937 r. został aresztowany przez NKWD. W 1938 r. wypuszczono go na wolność. Po ataku wojsk niemieckich na ZSRR 22 czerwca 1941 r., został zmobilizowany do Armii Czerwonej. W poł. października tego roku otrzymał stopień intendenta 3 rangi. Objął funkcję szefa oddziału zbioru i ewakuacji zdobyczy wojennych sztabu 351 Dywizji Strzeleckiej. W poł. sierpnia 1942 r. dostał się do niewoli niemieckiej. Osadzono go w obozie jenieckim w Częstochowie. Wiosną 1943 r. wstąpił do Rosyjskiej Armii Wyzwoleńczej (ROA). W poł. lipca tego roku ukończył szkołę propagandystów ROA w Dabendorfie pod Berlinem, po czym w stopniu kapitana objął dowództwo kompanii gospodarczej szkoły. W grudniu 1944 r. został szefem administracyjno-gospodarczego oddziału sztabu Sił Zbrojnych Komitetu Wyzwolenia Narodów Rosji. Wiosną 1945 r. awansował do stopnia majora. 9 maja tego roku wraz ze sztabem i częścią oddziałów "własowskich" poddał się Amerykanom. Przebywał w różnych obozach jenieckich. Podczas niewoli ciężko zachorował. Leczono go w amerykańskim szpitalu wojskowym, dzięki czemu uniknął wydania Sowietom. Po wyleczeniu zamieszkał pod Monachium. W latach 1948–1951 był członkiem Rady Wojskowo-Politycznej i Zarządu Głównego Związku Flagi Andriejewskiej. Dalsze jego losy są nieznane.